# Xenofrea martinsi
Xenofrea martinsi là một loài bọ cánh cứng trong họ Cerambycidae.